# Uranoscopus filibarbis
Uranoscopus filibarbis är en fiskart som beskrevs av Cuvier 1829. Uranoscopus filibarbis ingår i släktet Uranoscopus och familjen Uranoscopidae. Inga underarter finns listade i Catalogue of Life.